# Fuksyna
Fuksyna (rozanilina) – mieszanina organicznych związków chemicznych z grupy barwników trifenylometylowych (trytylowych) i jednocześnie anilinowych, składająca się z chlorowodorków pararozaniliny (triaminotrytylu bez podstawników metylowych), rozaniliny (z jednym pierścieniem toluidynowym) i wyższych homologów zawierających 2 lub 3 pierścienie toluidynowe. Ma czerwony kolor i zielony, metaliczny połysk. Jej nazwa pochodzi prawdopodobnie od koloru kwiatów rodzaju fuksja. Po raz pierwszy została zsyntetyzowana w roku 1858 przez polskiego chemika Jakuba Natansona jako jeden z pierwszych barwników syntetycznych.
Otrzymywana jest przez utlenienie mieszaniny aniliny i toluidyny (metyloaniliny) za pomocą np. nitrobenzenu.
Mieszanina metylowych pochodnych pararozaniliny znana jest jako fiolet metylowy. Jego głównym składnikiem jest pochodna pentametylowa, a zawiera także pochodne tetra- i heksametylowe. Ta ostatnia nosi nazwę fioletu krystalicznego.

Rozanilina

Pararozanilina

## Zastosowanie
Stosowana do wyrobu farb i atramentów oraz do barwienia papieru i włókien naturalnych (wełny, bawełny, jedwabiu). Mało odporna na działanie światła. Wykorzystywana także w chemii analitycznej: w postaci roztworu w lodowatym kwasie octowym do wykrywania azotynów, jako roztwór w rozcieńczonym kwasie solnym do wykrywania bromianów oraz w formie odbarwionej wodorosiarczynem sodu lub dwutlenkiem siarki do wykrywania bromków i aldehydów. Stosowana jest również jako barwnik w mikrobiologii w barwieniu metodą Grama do odróżnienia bakterii Gram-dodatnich od Gram-ujemnych (te ostatnie barwi na kolor różowy). Znajduje również zastosowanie w lecznictwie jako środek antyseptyczny (składowa Pigmentum Castellani).